# Opius iuxtahaucaum
Opius iuxtahaucaum är en stekelart som beskrevs av Fischer 1979. Opius iuxtahaucaum ingår i släktet Opius och familjen bracksteklar. Inga underarter finns listade i Catalogue of Life.